# Tibor Pézsa
Tibor Pézsa (ur. 15 listopada 1935 w Esztergom) – węgierski szablista, wielokrotny medalista igrzysk olimpijskich i mistrzostw świata.
Na igrzyskach olimpijskich w Tokio w 1964 roku wywalczył złoty medal w turnieju indywidualnym. W rundzie finałowej wygrał dwie z trzech walk i wyprzedził Francuza Claude'a Arabo i Umiara Mawlichanowa z ZSRR. W zawodach drużynowych był piąty. Na rozgrywanych cztery lata później igrzyskach olimpijskich w Meksyku indywidualnie był trzeci, plasując się za Polakiem Jerzym Pawłowskim i Markiem Rakitą z ZSRR. Na tej samej imprezie wspólnie z Tamásem Kovácsem, Miklósem Meszéną, Jánosem Kalmárem i Péterem Bakonyim zdobył drużynowo brązowy medal. Brał także udział w igrzyskach olimpijskich w Monachium w 1972 roku, gdzie reprezentacja Węgier w składzie: Pál Gerevich, Tamás Kovács, Péter Marót, Tibor Pézsa i Péter Bakonyi ponownie zajęła trzecie miejsce. Indywidualnie tym razem odpadł w ćwierćfinałach. 
Podczas mistrzostw świata w Buenos Aires w 1962 roku razem z Péterem Bakonyim, Józsefem Gyuriczą, Zoltánem Horváthem, Tamásem Mendelényim i Miklósem Meszéną zdobył srebrny medal w zawodach drużynowych. W tej samej konkurencji zdobywał następnie złoty medal na mistrzostwach świata w Moskwie (1966), srebrne na mistrzostwach świata w Montrealu (1967), mistrzostwach świata w Ankarze (1970) i mistrzostwach świata w Wiedniu (1971) oraz brązowy na mistrzostwach świata w Gdańsku (1963). Ponadto trzykrotnie zdobywał medale w zawodach indywidualnych: złoty na MŚ 1970, srebrny na MŚ 1966 (za Jerzym Pawłowskim) i brązowy na MŚ 1967 (za Rakitą i Pawłowskim).
Po zakończeniu kariery pracował jako trener, w 2014 został trenerem reprezentacji Węgier w szabli kobiet.
W 2014 odznaczony Krzyżem Kawalerskim Orderu Zasługi.

## Starty olimpijskie (medale)
Tokio 1964
- szabla indywidualnie –  złoto

Meksyk 1968
- szabla indywidualnie i drużynowo –  brąz

Monachium 1972
- szabla drużynowo –  brąz